# Bupalus fuscantaria
Bupalus fuscantaria är en fjärilsart som beskrevs av Krulikovski 1908. Bupalus fuscantaria ingår i släktet Bupalus och familjen mätare. Inga underarter finns listade i Catalogue of Life.